# 최병혁 (1878년)
최병혁(崔丙赫, 1878년 10월 19일(음력 9월 24일) ~ 1920년 8월 15일)은 일제강점기 초기의 지방 관료이다.

## 생애
황해도 해주 출신으로 1902년부터 대한제국의 하급 관리로 근무했다.
1902년 황해도 관찰부의 주사로 관직을 시작했으며, 이후 탁지부와 평양, 의주의 재정서 등지에서 근무했다. 한일병합조약이 체결된 후 1911년에 조선총독부 군서기로 임명되었고, 황해도 신계군과 금천군 군수를 지냈다. 1912년에는 한국병합기념장도 받았다.
1917년부터 은률군 군수로 재직하던 중, 1920년 만주에서 잠입해 온 이지표 등 대한독립단 단원들에게 살해되었다. 최병혁이 살해된 것은 3·1 운동으로 만세 시위가 일어났을 때 적극적으로 시위대를 박해했기 때문이다. 대한독립단 단원들은 구월산에서 유격전 끝에 전사하거나 체포되었고, 최병혁에게는 훈6등 서보장이 추서되었다.
2006년 친일반민족행위진상규명위원회가 조사 발표한 친일반민족행위 106인 명단과 2008년 민족문제연구소에서 친일인명사전에 수록하기 위해 정리한 친일인명사전 수록예정자 명단 관료 부문에 포함되었다.

## 참고자료
- 친일반민족행위진상규명위원회 (2006년 12월). 〈최병혁〉 (PDF). 《2006년도 조사보고서 II - 친일반민족행위결정이유서》. 서울. 420~425쪽쪽. 발간등록번호 11-1560010-0000002-10. 2007년 10월 8일에 원본 문서 (PDF)에서 보존된 문서. 2007년 8월 11일에 확인함.
- 이지표 : 독립유공자 공훈록 - 국가보훈처